# Łazy (stad)
Łazy is een stad in het Poolse woiwodschap Silezië, gelegen in de powiat Zawierciański. De oppervlakte bedraagt 8,75 km², het inwonertal 7242 (2005).